# Philippe Poisson
Pour les articles homonymes, voir Poisson (homonymie).

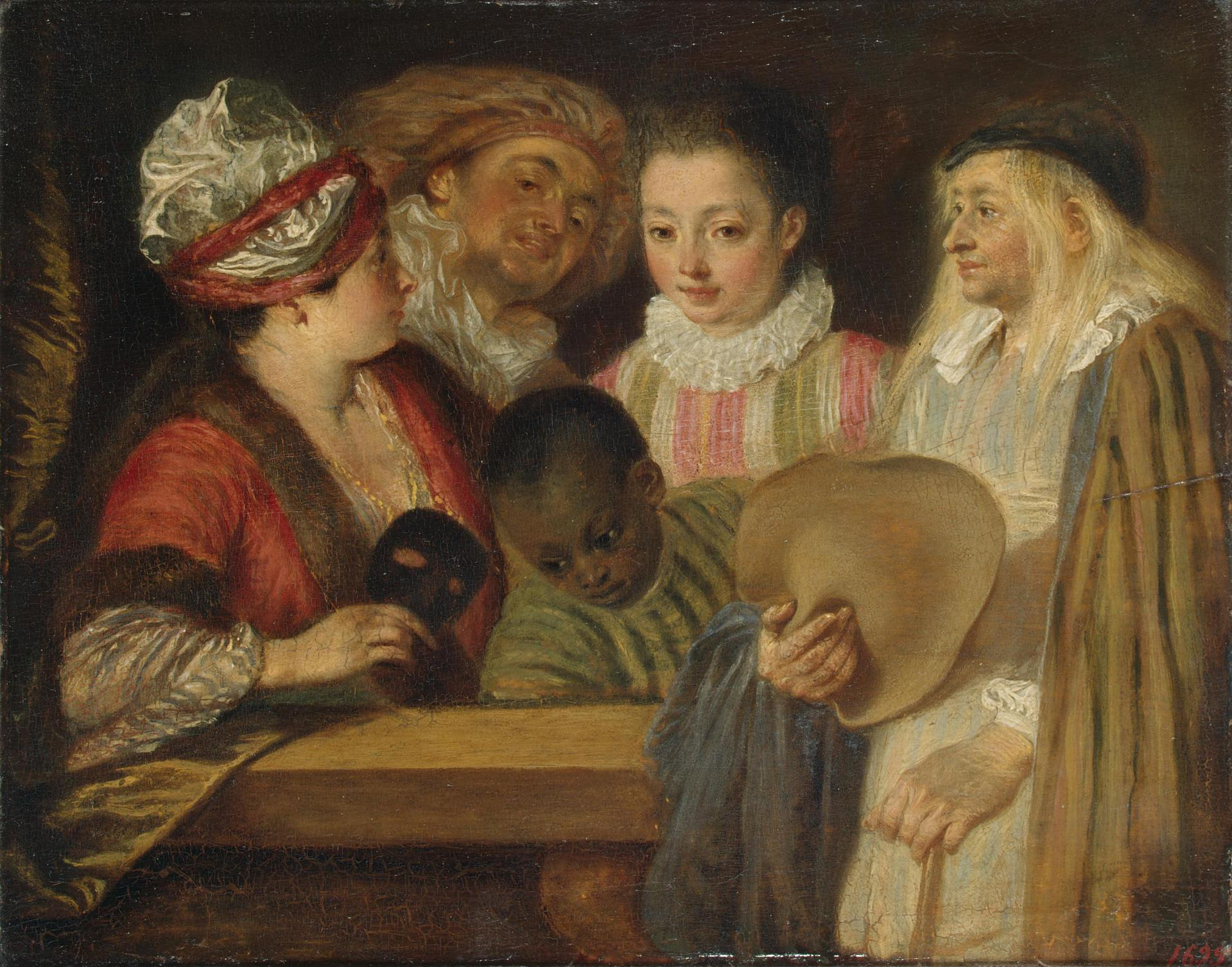
Antoine Watteau: La Mascarade (entre 1710 et 1712), musée de l'Ermitage: l'acteur Philippe Poisson est le deuxième personnage en partant de la gauche.

Philippe Poisson, né le 8 février 1682 à Paris et mort à Saint-Germain-en-Laye le 5 août 1743, est un acteur et auteur dramatique français.

## Biographie
Fils de l’acteur Paul Poisson, Poisson débuta en 1700 dans la tragédie, joua les seconds rôles avec assez de succès et parut aussi dans le haut comique. Ayant pris d’abord sa retraite avec son père en 1711, il reparut sur la scène en 1715 et la quitta définitivement en 1722.
Ses pièces, comme celles de son grand-père Raymond, pèchent par l’invention ; le style, sans en être aussi trivial, est incorrect et manque d’élégance. Le dialogue se distingue en général par la gaieté et le naturel. Les deux meilleures sont Le Procureur arbitre (1728) et L'Impromptu de campagne (1733). Les autres sont La Boite de Pandore (1729), Alcibiade (1731), Le Réveil d’Épiménide (1736), Le Mariage par lettres de change (1735), Les Ruses d’amour (1736), L’Actrice nouvelle, comédie qui ne fut pas jouée, Adrienne Lecouvreur y ayant vu une satire contre elle.
Les Œuvres de Philippe Poisson (Paris, 1741, 2 vol, in-12) ont été réunies à celles de son grand-père (ibid., 1743, 4 vol. in -12).
Philippe Poisson était le frère de l’acteur François-Arnoul Poisson de Roinville et de la romancière et auteur dramatique Madeleine-Angélique de Gomez.

## Source
- Henry Lyonnet, Dictionnaire des comédiens français, vol. 2 : E à Z, Geneva, Bibliotheque de la Revue universelle internationale illustrée, 1902–1908, 717 p. (lire en ligne), p. 539
- Gustave Vapereau, Dictionnaire universel des littératures, Paris, Hachette, 1876, p. 1621.